# Michael Rakowitz
Pour les articles homonymes, voir Rakowitz.
Michael Rakowitz, né le 22 octobre 1973 à Great Neck (Long Island, dans l'État de New York), est un artiste américain issu d'une famille juive irakienne. Il est professeur agrégé en théorie et pratique de l'art à la Northwestern University, à Evanston, dans l'Illinois.

## Biographie
Michael Rakowitz étudie au Purchase College jusqu'en 1995, puis obtient une maîtrise au Massachusetts Institute of Technology de Cambridge jusqu'en 1998. Entre septembre 2002 et mai 2006, il est professeur au département d'études sculpturales du Maryland Institute College of Art, et depuis 2006, il est professeur agrégé en théorie et pratique de l'art à la Northwestern University.
Outre des projets dans l'espace public urbain, il réalise en 2010 une exposition personnelle à la Tate Gallery of Modern Art de Londres, et participe notamment aux biennales de Sydney (2008), d'Istanbul (2007) et de Sharjah (2007).

Après qu'un membre de la milice terroriste État islamique a détruit un authentique Lamassu en pierre avec une perceuse à percussion en 2015, Rakowitz recrée en 2018 ce démon protecteur de la Mésopotamie antique. Le Lamassu est composé de 10 500 boîtes vides de sirop de datte irakiennes, représentatives d'une industrie autrefois réputée décimée par les guerres en Irak. Pour faire référence aux biens culturels perdus et détruits de l'Irak et rappeler ce qui n'existe plus sur Terre, son œuvre d'art, The Invisible Enemy Should Not Exist, est placée sur le « Quatrième socle de Trafalgar Square », une place animée de Londres.
En 2021, il crée une œuvre pour commémorer l'opération Dynamo, Cast Away, exposée sur la plage de La Panne, en Belgique, lors de la triennale Beaufort.
Rakowitz vit à Chicago.

## Expositions (sélection)
- 2000 : Climate Control, projet spécial, PS1 Contemporary Art Center, New York City ;
- 2003 : Romanticized All Out of Proportion, projet spécial, Queens Museum of Art, New York City ;
- 2008 : Heartland, Van Abbemuseum, Eindhoven, Pays-Bas ;
- 2010 : Climate Capsules, Musée des Arts et Métiers, Hambourg ;
- 2010 : Tate Modern, Londres ;
- 2012 : documenta 13 ;
- 2015 : 14e Biennale d'Istanbul ;
- 2017 : exposition personnelle, musée d'Art contemporain, Chicago ;
- 2018 : The Invisible Enemy Should Not Exist, London Fourth Plinth Commission, Trafalgar Square, Londres ;
- 2021 : Cast Away, La Panne (Belgique), triennale Beaufort (Beaufort21).

## Récompenses et distinctions
- 2002 : Grand Prix de l'UNESCO ;
- 2006 : prix du jury de la Biennale de Sharjah ;
- 2018 : prix Herb Alpert dans le domaine des arts.